# Archidiecezja Libreville
Archidiecezja  Libreville – archidiecezja rzymskokatolicka w Gabonie. Powstała w 1842 jako prefektura apostolska Dwóch Gwinei i Senegambii, wydzielona z diecezji Funchal. W 1846 podniesiona do rangi wikariatu apostolskiego. Przemianowana na wikariat Dwóch Gwinei w 1863. Przemianowana na wikariat Gabonu (1890), następnie na wikariat Libreville (1947). Podniesiona do rangi diecezji w 1955, archidiecezji w 1958.

## Biskupi diecezjalni
- Arcybiskupi metropolici
  - Abp Jean-Patrick Iba-Ba od 2020
  - Abp Basile Mvé Engone, S.D.B. 1998 – 2020
  - Abp André Fernand Anguilé 1969 – 1998
  - Abp Jean-Jerôme Adam, C.S.Sp. 1958– 1969
- Biskupi Libreville
  - Abp Jean-Jerôme Adam, C.S.Sp. 1955 – 1958
- Wikariusze apostolscy Libreville 
  - Abp Jean-Jerôme Adam, C.S.Sp. 1947- 1955
- Wikariusze apostolscy Gabonu
  - Bp Louis-Michel-François Tardy, C.S.Sp. 1926 – 1947
  - Bp Louis Jean Martrou, C.S.Sp. 1914– 1925
  - Bp Jean Martin Adam, C.S.Sp. 1897– 1914
  - Bp Alexandre-Louis-Victor-Aimé Le Roy, C.S.Sp. 1892 – 1896
  - Bp Pierre-Marie Le Berre, C.S.Sp. 1877– 1891
- Wikariusze apostolscy Dwóch Gwinei
  - Bishop Jean-René Bessieux, C.S.Sp. 1863 – 1876
- Wikariusze apostolscy Dwóch Gwinei i Senegambii
  - Bp Jean-René Bessieux, C.S.Sp. 1848– 1863
  - Bp Jean-Benoît Truffet, C.S.Sp. 1846 – 1847
- Prefekci apostolscy Dwóch Gwinei i Senegambii
  - O. Eugène Tisserant 1844 – 1846
  - Bp Edward Barron 1842 – 1844